# Публій Сульпіцій Руф (цензор)
Публій Сульпіцій Руф (лат. Publius Sulpitius Rufus) — видатний політичний і військовий діяч Римської республіки I століття до н. е., цензор 42 року до н. е.
Публій Сульпіцій Руф — син Публія Сульпіція Руфа (народного трибуна в 88 році до н. е.). Був одружений з Юлією, можливо, дочкою Гая Юлія Цезаря Страбона, мав дочку Сульпіцію, що згодом вийшла заміж за Луція Корнелія Лентула Крусцелліона.
Публій Сульпіцій Руф в 70 році до н. е., ймовірно, був членом суду, що розглядав справи Гая Ліцинія Верреса У 69 році до н. е. — квестор. У 50-55 роках до н. е. —  легат Цезаря в Галлії і в Іспанії під час громадянської війни, де в 49 році до н. е. вів із сином Луція Афранія переговори про здачу.
У 47 році до н. е. Публій Сульпіцій Руф — претор; у Вібона (сучасна Вібо-Валентія) відбив напад флоту Гая Кассія Лонгіна; в цей же час введено в колегію понтифіків.
У 46 році до н. е., займаючи посаду пропретора чи проконсула Ілліріка, був проголошений  імператором, після чого сенат призначив моління на його честь; потім Цезар направив його в Віфінію та Понт.
У 42 році до н. е. обіймав посаду цензора з колегою Гаєм Антонієм Гібридою, але люстрації не здійснював.